# آیربه
آیربه (به اسپانیایی: Ayerbe) یک دهستان در اسپانیا است که در استان اوئسکا واقع شده‌است. آیربه ۶۳٫۲۹ کیلومتر مربع مساحت دارد ۵۸۲ متر بالاتر از سطح دریا واقع شده‌است.